# María Vasco

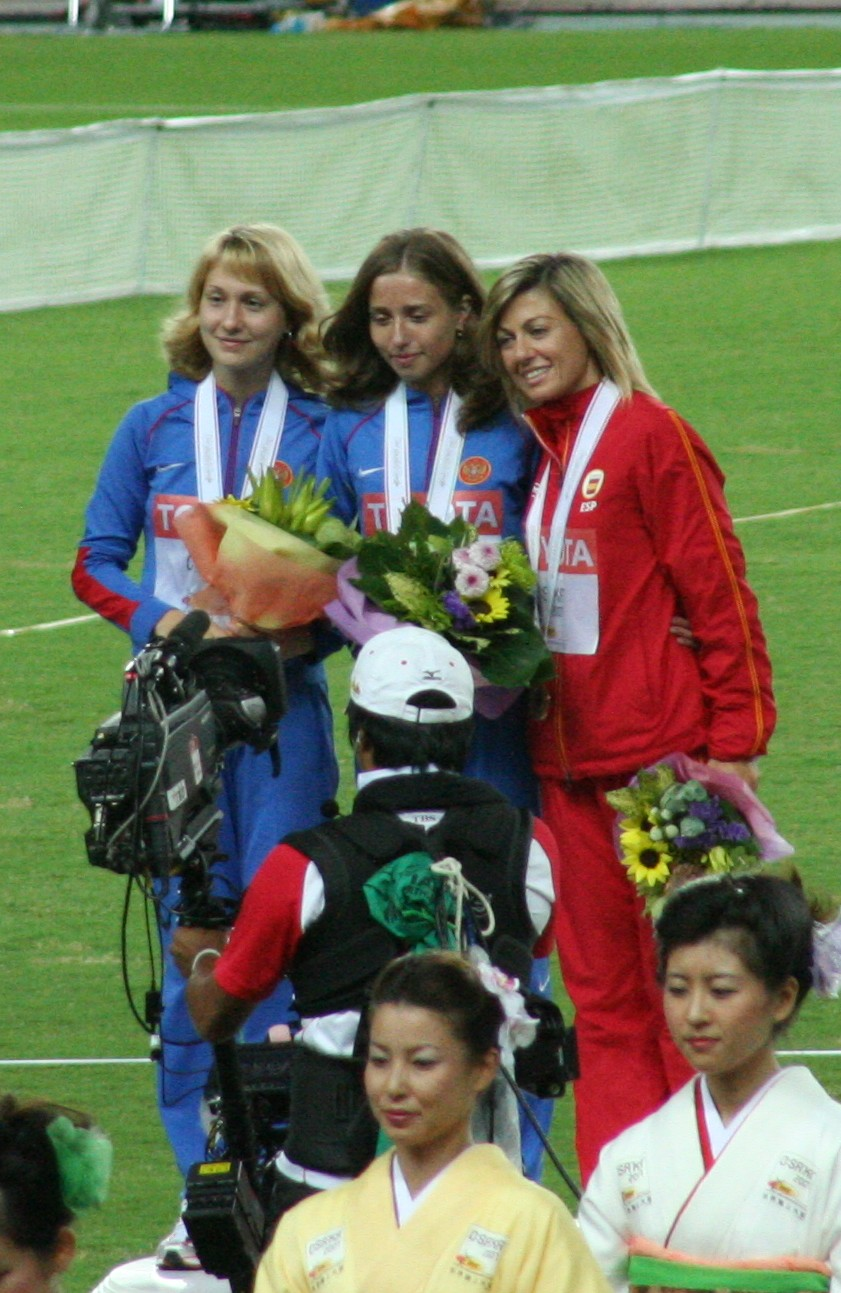
Vasco (rechts) bei den Weltmeisterschaften 2007

María Vasco (María del Monte Vasco Gallardo; * 26. Dezember 1975 in Barcelona) ist eine ehemalige spanische Geherin.
Vasco stellte mehrere spanische Rekorde über 5000 und 10.000 Meter Bahngehen und im 5 km, 10 km und 20 km Straßengehen auf.
Bei den Olympischen Spielen 2000 in Sydney gewann sie die Bronzemedaille im 20-km-Gehen hinter Wang Liping (CHN) und Kjersti Plätzer (NOR). Weitere vordere Platzierungen gelangen Vasco mit Platz sieben bei den Weltmeisterschaften 2001, Platz fünf bei den Olympischen Spielen 2004 und Platz vier bei den Weltmeisterschaften 2005.
Bei den Weltmeisterschaften 2007 gewann Vasco die Bronzemedaille. Bei den Olympischen Spielen 2008 wurde sie Fünfte.
Sie ist 1,56 m groß und wog 46 kg.